# Chodimella
Chodimella est une ville du district d'Eluru dans l'État d'Andhra Pradesh en Inde. 
Selon le recensement de l'Inde de 2011, la localité compte une population de 2 843 habitants,.